# La Noria (Málaga)
La Noria es un barrio periférico perteneciente al distrito de Churriana, en Málaga, España. Según la delimitación oficial del ayuntamiento, limita al norte y al este con terrenos no urbanizados que lo separan del Aeropuerto de Málaga-Costa del Sol; al sureste, con el barrio de Los Paredones; al sur, con el cementerio de Churriana y el barrio de Las Pedrizas; y al oeste con los terrenos del fututo barrio de Pizarrillo.
El barrio está compuesto por 140 viviendas de protección pública, construidas en 1993, y otras viviendas unifamiliares.

## Transporte
En autobús queda conectado mediante las siguientes líneas de la EMT: 
| Línea | Trayecto                      | Recorrido | Frecuencia    |
| ----- | ----------------------------- | --------- | ------------- |
| 10    | Alameda Principal - Churriana | Recorrido | 25-30 minutos |